# Метрополь (гостиница, Рига)
Метрополь (латыш. Metropole viesnīca) — гостиница в Риге, расположенная в историческом центре города, по адресу — бульвар Аспазияс, 36/38.
Одна из старейших гостиниц города. Построена в 1871 году архитектором А. Эдельсоном. Принадлежала родителям рижского архитектора Сергея Антонова, сначала отцу, потом, после его смерти — матери. Среди известных постояльцев: писатель Максим Горький, оперный певец Фёдор Шаляпин и художник Юлий Клевер. В 1940 году национализирована. В нынешнем виде образована в 1954 году путём объединения с гостиницей «Padomju» («Советская», прежнее название «Коммерческая»). В 1992 году открыта после проведения серьёзной реставрации. Имеет четыре звезды по международной классификации гостиничных категорий. 84 номера, 1 конференц-зал, ресторан.